# Bent Sørensen (calciatore)
Bent Sørensen (Vejle, 23 giugno 1926 – 25 giugno 2011) è stato un calciatore danese, di ruolo attaccante.

## Carriera
Con i suoi 157 gol realizzati, è il giocatore con più marcature con la maglia del Vejle.

## Palmarès

### Club

#### Competizioni nazionali
- 1. Division: 1

Vejle: 1954-1955